# Moskiewska Państwowa Akademia Choreografii
Moskiewska Państwowa Akademia Choreografii, ros. Московская государственная академия хореографии, znana również jako Akademia Baletu Bolszoj – jedna z najstarszych i najbardziej prestiżowych szkół baletu na świecie. 
Została utworzona przez carycę Katarzynę II w 1763 jako jedna z najstarszych na świecie i pierwsza szkoła teatralna w Moskwie. Kształci uczniów od 9 do 18 roku życia jako szkoła ogólnokształcąca z internatem. Nauka tańca odbywa się metodą Agrippiny Waganowej.